# Ligue de la Maison-Dieu
1367–1799
Entités précédentes :
- Coire
- Domleschg
- Schams
- Oberhalbstein
- Haute-Engadine
- Bregaglia
- Bergell
- Poschiavo
- Quatre villages

Entités suivantes :
- Canton de Rhétie

La ligue de la Maison-Dieu ou ligue Caddée (en allemand : Gotteshausbund, en italien : Lega Caddea, romanche : ) est une alliance de territoires formée en 1367 dans ce qui est désormais le canton des Grisons, en Suisse, pour contrer le pouvoir grandissant des évêques de Coire et de la Maison de Habsbourg. La Ligue s'est alliée en 1471 à la Ligue grise et à la Ligue des Dix-Juridictions pour former les Trois Ligues. Avec ces deux autres ligues, elle s'est alliée à l'ancienne Confédération suisse au cours du XVe siècle et du XVIe siècle. Elle fut annexée par la République helvétique en 1799 pour former une partie du canton des Grisons.